# Kvinesdal
Kvinesdal é uma comuna da Noruega, com 970 km² de área e 5 547 habitantes (censo de 2004).         